# Titularbistum Talaptula
Talaptula (ital.: Talattula) ist ein Titularbistum der römisch-katholischen Kirche. 
Es geht zurück auf ein früheres Bistum in der römischen Provinz Africa proconsularis bzw. Byzacena in der Sahelregion des heutigen Tunesien.
| Titularbischöfe von Talaptula |                           |                                                                                     |                   |                   |
| Nr.                           | Name                      | Amt                                                                                 | von               | bis               |
| 1                             | Thomas Lawrence Noa       | emeritierter Bischof von Marquette (USA)                                            | 5. Januar 1968    | 31. Dezember 1970 |
| 2                             | Boniface Nyema Dalieh     | Apostolischer Vikar von Cape Palmas (Liberia)                                       | 17. Dezember 1973 | 19. Dezember 1981 |
| 3                             | Maurice Couture RSV       | Weihbischof in Québec (Kanada)                                                      | 17. Juli 1982     | 1. Dezember 1988  |
| 4                             | Clément Fecteau           | Weihbischof in Québec (Kanada)                                                      | 17. Juni 1989     | 10. Mai 1996      |
| 5                             | Jesse Eugenio Mercado     | Weihbischof in Manila (Philippinen)                                                 | 25. Februar 1997  | 7. Dezember 2002  |
| 6                             | Isabelo Caiban Abarquez   | Weihbischof in Cebu Weihbischof in Palo (Philippinen)                               | 27. Dezember 2002 | 5. Januar 2007    |
| 7                             | Terence John Gerard Brady | Weihbischof in Sydney Apostolischer Administrator von Wilcannia-Forbes (Australien) | 4. Oktober 2007   |                   |